# Arturo Bonín
Arturo José Bonín (Buenos Aires, 11 de noviembre de 1943-15 de marzo de 2022), más conocido como Arturo Bonín, fue un actor argentino.
Trabajó en numerosas películas nacionales y en novelas y tiras cómicas de su país. Quizás uno de sus papeles más recordados, fue la interpretación que realizara del desaparecido senador nacional Enzo Bordabehere, en la película argentina Asesinato en el Senado de la Nación, donde junto a Pepe Soriano (quien encarnaba al también senador nacional Lisandro de la Torre) recrearon los hechos ocurridos durante la presidencia de Agustín P. Justo, que terminaron desembocando en el lamentable asesinato de Bordabehere.
Asimismo, rodó varias otras películas y participó en seriales y novelas nacionales como Regalo del cielo, De corazón, Los buscas de siempre, Vidas robadas, o la tira juvenil Rebelde Way, donde tuvo una destacada actuación como el director del ficticio establecimiento educativo "Elite Way School". En 1991 recibió el Premio Konex - Diploma al Mérito.
En 2012, fue convocado para rodar la telenovela Dulce amor, donde retornaría a su carrera actoral, dando vida a José "Pepe" Fernández, un kiosquero de barrio a quien de pronto se le revelan varias alternativas ocultas de su pasado, como ser su paternidad sobre la protagonista Victoria (encarnada por Carina Zampini).

## Biografía
Si bien nació en el barrio porteño de Villa Urquiza, vivió su infancia y juventud en Villa Ballester, al norte del Gran Buenos Aires. Es allí donde tuvo relación por primera vez con el teatro.
En propias palabras de Arturo Bonín:

Estudiaba química para la alimentación en un industrial de Floresta y, un día, mi amigo Rodi me contó que en el Comercial [Manuel Belgrano] de Villa Ballester, donde yo vivía, daban clases de teatro los sábados a la tarde. Lo único que pregunté fue: ¿Y ahí hay minas? Como me dijo que sí, que había un montón, fui y mentí: dije que era alumno de ese colegio y me creyeron.

Cuando dije que quería ser actor, mi papá me llevó al médico. Se puso loco. Era un tipo bárbaro, pero agarró para cualquier lado. Estábamos a fines de los ‘50 y él imaginaba que el desarrollo pasaba por otro lado. Fuimos al clínico y le dijo Creo que me salió medio raro… quiere actuar. El médico lo calmó, le dijo que no pasaba nada malo. Y mi viejo confió y me dio libertad

Ha trabajado en numerosas obras de teatro e interpretó diversos papeles en cine (Asesinato en el Senado de la Nación; Bairoletto, la historia de un rebelde; Iluminados por el fuego) y en televisión; entre sus papeles más recientes se pueden nombrar Montecristo y Vidas robadas. En 1991 le otorgaron el Diploma al Mérito de los Premios Konex por su labor dramática en radio y televisión por el período 1981-1990. En 2007 encarnó a John Whitelocke en la obra de teatro Whitelocke, un general inglés.

## Vida privada
Se casó por primera vez y tuvo un hijo llamado Mariano pero la relación terminó en divorcio a los 6 meses.
Arturo Bonín y Susana Cart se conocieron en 1971 en el teatro Payró. El 9 de febrero de 1996 legalizaron su matrimonio de forma civil por iniciativa de sus hijos y con ellos como testigos (cada uno aportó un hijo de un matrimonio anterior).

## Filmografía
Intérprete
- Los bastardos (2023)
- Al tercer día (2021)
- La dosis (2020)
- A oscuras (2018)
- Casi leyendas (2017)
- El almuerzo (2015) - Gral. José Villarreal
- El secreto de Lucía (2011)
- La última mirada (2010) - Cadrinelli
- Lifting de corazón (2005) - Ezequiel
- Iluminados por el fuego (2005)
- Aún podemos soñar (corto - 2002)
- Ni vivo, ni muerto (2001)
- Sin reserva (1997)
- Entre la sombra y el alma (corto - 1997)
- Veredicto final (1996)
- Flores amarillas en la ventana (1996)
- Carlos Monzón, el segundo juicio (1996) - Daniel Tinayre
- Hasta donde llegan tus ojos (1995)
- Fuego gris (1993)
- Muchas gracias maestro (1993)
- La pluma del ángel (1992)
- Bésame mortalmente (1990) - Juez
- Amanece, que no es poco  (1988)
- Tango, Bayle nuestro (1988)
- Mujer-Mujer (1987)
- El manosanta está cargado (1987) - Castro
- Sentimientos (1987)
- Obsesión de venganza (1987) - Marcelo Guerrero
- Los dueños del silencio (1987) - Roger Melin
- Otra historia de amor (1986) - Raúl Loveras
- Vivir a los 17 (inédita - 1986) - Fernando
- Bairoletto, la aventura de un rebelde (1985) - Juan Bautista Bairoletto
- Contar hasta diez (1985) - Federico
- Un día de filmación (corto - 1985) - Él mismo
- Asesinato en el Senado de la Nación (1984) - Enzo Bordabehere
- El hombre que ganó la razón (no estrenada comercialmente - 1984)
- Espérame mucho (1983)
- Casi no nos dimos cuenta (1982)
- Los pasajeros del jardín (1982) - Ernesto
- Abierto día y noche (1981)
- Departamento compartido (1980)
- Los hijos de López (1980) - Arturo
- Locos por la música (1980)
- La noche viene movida (1980)
- Las muñecas que hacen ¡pum! (1979)

## Televisión
- María Marta, el crimen del country (2022) - Horacio García Belsunce (Padre)
- La 1-5/18 (2021) - Padre Ciro
- La persuasión (2020) - Armando López Argüelles
- Atrapa a un ladrón (2019) - Héctor Robles
- En viaje (2017) - Ernesto Gómez Arteche
- Las palomas y las bombas (2016)
- Televisión por la justicia (2013) - Pardomo
- Dulce amor  (2012) - José "Pepe" Fernández
- Víndica (2011)
- Historias de la primera vez (2011)
- Herencia de amor (2010)
- Todos contra Juan 2 (2010)
- Dromo (2009)
- Vidas robadas (2008)
- La ley del amor (2006)
- Collar de Esmeraldas (2006)
- Amor mío (2005)
- Paraíso rock (2005)
- Quinto mandamiento (2004)
- Los Roldán (2004) -
- Locas de amor (2004)
- La niñera (2004) - Alfredo Balcón
- Rebelde Way (2002-2003) - Marcel Dunoff
- Kiebre (telefilme) (2002) - Padre de Marcos
- Los buscas de siempre (2000)
- El hombre (1999)
- Mamitas (1999)
- Muñeca brava (1998)
- De corazón (1997)
- Verdad consecuencia (1996)
- Un solitario Corazón en Alta Comedia (1996)
- La hermana mayor (1995)
- Nueve lunas (1995)
- Regalo del cielo (1991)
- Una mujer inolvidable (1991)
- Alta comedia (1991)
- Yo fui testigo (1986-1989)
- La señora Ordóñez (1984)
- Bianca (1980)
- Romina (1980)

## Teatro
- 2019: Un Instante Sin Dios (Daniel Dalmaroni)
- 2016: Cardenio (William Shakespeare)
- 2016: Doña Rosita la soltera (Federico García Lorca)
- 2011: El perro en la luna
- 2011  Los fantasmas de la Patria *Dirección*
- 2011: Código de familia
- 2011: Por amor a Lou *Actuación en video*
- 2010: El conventillo de la Paloma (Alberto Vacarezza)
- 2009/2010 ....... Illia (¿Quién va a pagar todo esto?) (Eduardo Rovner)
- 2008: Whitelocke, un general inglés (John Withelocke)
- 2008: A propósito de la duda – Ciclo Teatro por la Identidad
- 2008: Primera elección Xy *Dirección*
- 2007: Masculino singular - Ciclo "Teatrísimo"-
- 2007: Hombres X la identidad - Ciclo Teatro por la Identidad
- 2007: Desdichado deleite del destino
- 2006: Hamelin (Juan Mayorga)
- 2006: Hasta que la vida nos separe
- 2004: Nuevas directivas para tiempos de paz
- 2003: Salvavidas de plomo
- 2001: Confesiones del pene
- 2001: A propósito de la identidad -Ciclo Teatro por la Identidad
- 2000: Como ríe la vida
- 2000/2001: A propósito de la duda –Ciclo Teatro por la Identidad
- 2000/2001: Hasta que la vida nos separe
- 1999: Cruce peligroso
- 1998: Cuestiones con Ernesto Che Guevara (José Pablo Feinman)
- 1996: Borkman (Henrik Ibsen)
- 1995: Alguien velará por mí
- 1992: Hollywood… quiero estar en tu historia
- 1992: Traición (Harold Pinter)
- 1991: Cartas de amor (A.R. Gurney)
- 1990: Pares y nones
- 1989: Socorro
- 1987: Las brujas de Salem (Arthur Miller)
- 1987: Tres noches en el Alvear
- 1986: Feliz año viejo
- 1985: Asesinato entre amigos
- 1984: Seis macetas y un solo balcón
- 1983: Sueño de una noche de verano (William Shakespeare)
- 1981: El nuevo mundo
- 1981: Papá querido (Aída Bortnik)
- 1981: La pirámide
- 1980: Érase una vez Nélida Lobato
- 1979: La luna en la taza
- 1976: Los pequeños burgueses (Máximo Gorki)
- 1975: Esperando la carroza (Jacobo Langsner)
- 1974: ¿Cuánto cuesta el hierro?
- 1974: El diario de Watergate
- 1973: Show Watergate